# Cylindropuntia tunicata
Cylindropuntia tunicata, conocida comúnmente como abrojo, clavellina, coyonoxtle o tencholote, es una especie de planta suculenta perteneciente al género Cylindropuntia, dentro de la familia Cactaceae. Se distribuye desde el suroeste de Texas (Estados Unidos) hasta México. Además se ha introducido en España, Australia y multitud de países de América del Sur, donde se considera una especie invasora. 

## Descripción
Cylindropuntia tunicata es una especie de cactus que crece como un arbusto densamente ramificado, alcanzando alturas de 30 a 60 cm. Suelen desarrollar un tronco cilíndrico, generalmente muy corto, volviéndose leñoso con la edad y fuertemente armado con espinas. 
Los tallos son erectos, articulados y están formados por segmentos que se desprenden con facilidad. Cada uno de ellos mide de 5 a 25 cm de largo y de 1,5 a 2,5 cm de diámetro. Su forma va de casi globular a estrechamente oblonga y tienen la epidermis de color verde pálido a verde. Presentan tubérculos anchos muy prominentes y miden de 2 a 3 cm de longitud.

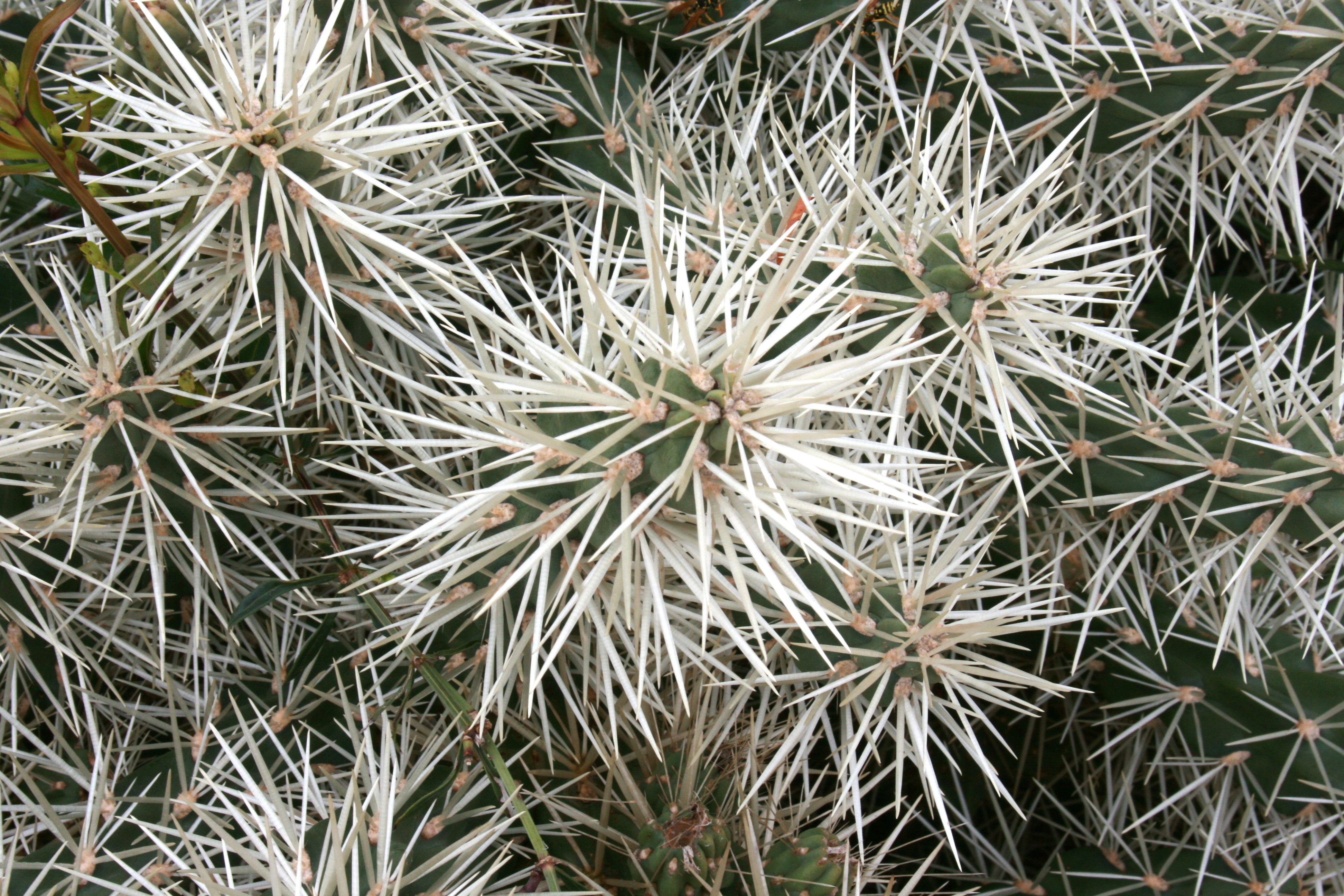
Detalle de las espinas

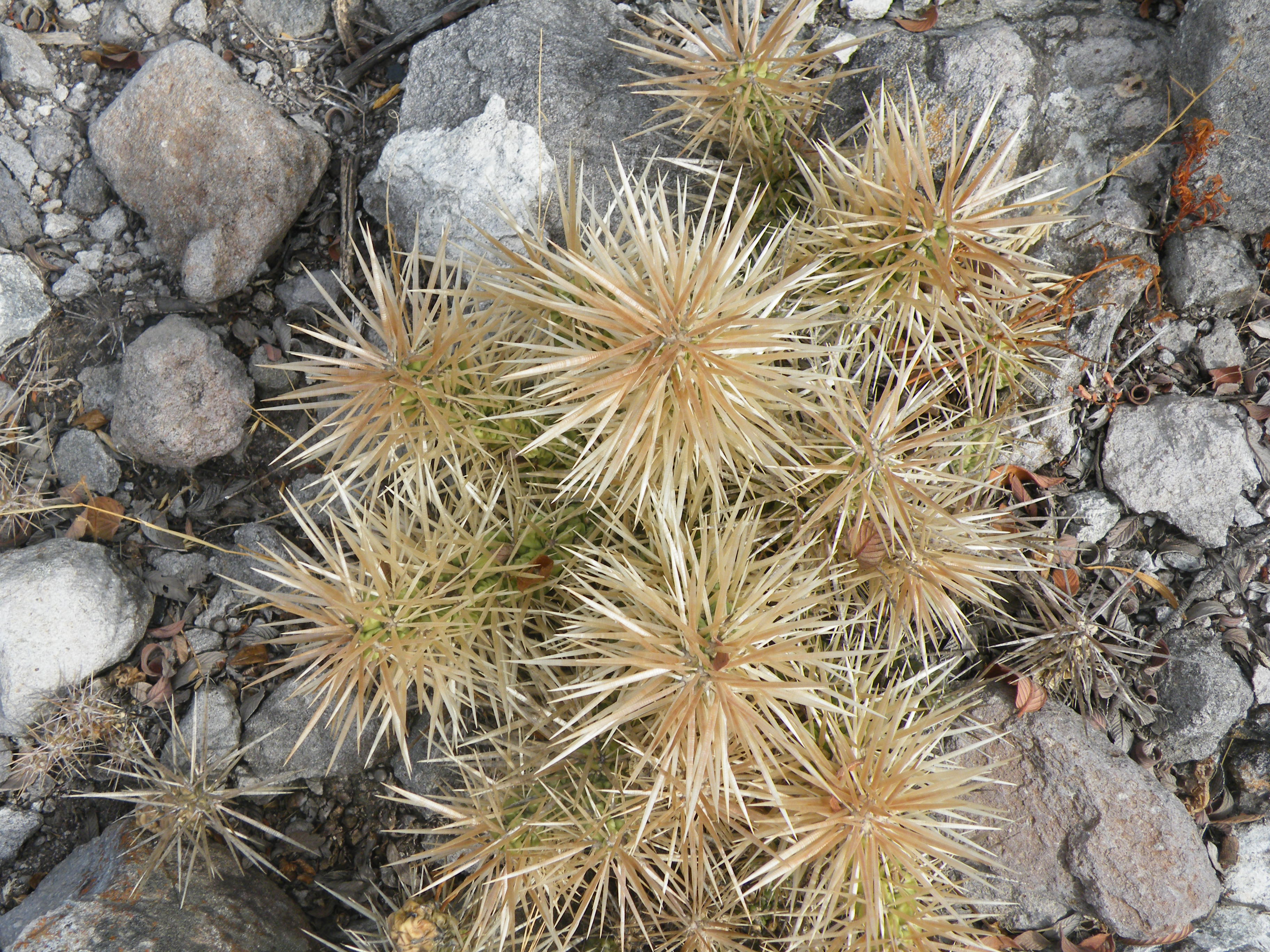
Detalle de las espinas amarillentas-rojizas

Sobre los tallos se asientan areolas lanudas de color amarillo a canela (aunque se tornan grises con la edad), son triangulares y miden de 4,5 a 8 mm de largo y de 2,5 a 5 mm de ancho. Poseen gloquidios de color amarillo pálido en un pequeño penacho adaxial y miden de 0,5 a 1,2 mm de longitud. También tienen de 5 a 12 espinas que oscurecen los tallos y casi los ocultan. Están cubiertas por una vaina epidérmica fina de color blanco, amarillo o tostado que parece de papel. Están presentes en la mayoría de las areolas y miden de 3 a 6 cm de largo, con diámetros de 2 a 4 mm. Son de color blanquecino a amarillento o rojizo y tienen forma acicular.
Las flores son de color amarillo a verde amarillento, se abren durante el día (diurnas) y son polinizadas por abejas. Miden hasta 3 cm de largo y diámetro. Los estambres tienen los filamentos y las anteras de color amarillo. Los lóbulos del estigma son de color verde amarillento a verde y el estilo va de verde a rojizo. Florece a finales de la primavera.
Los frutos miden de 2 a 3 cm de largo y son obovados. Son amarillos, carnosos y normalmente no espinosos. Por lo general son estériles y están cubiertos de protuberancias visibles.

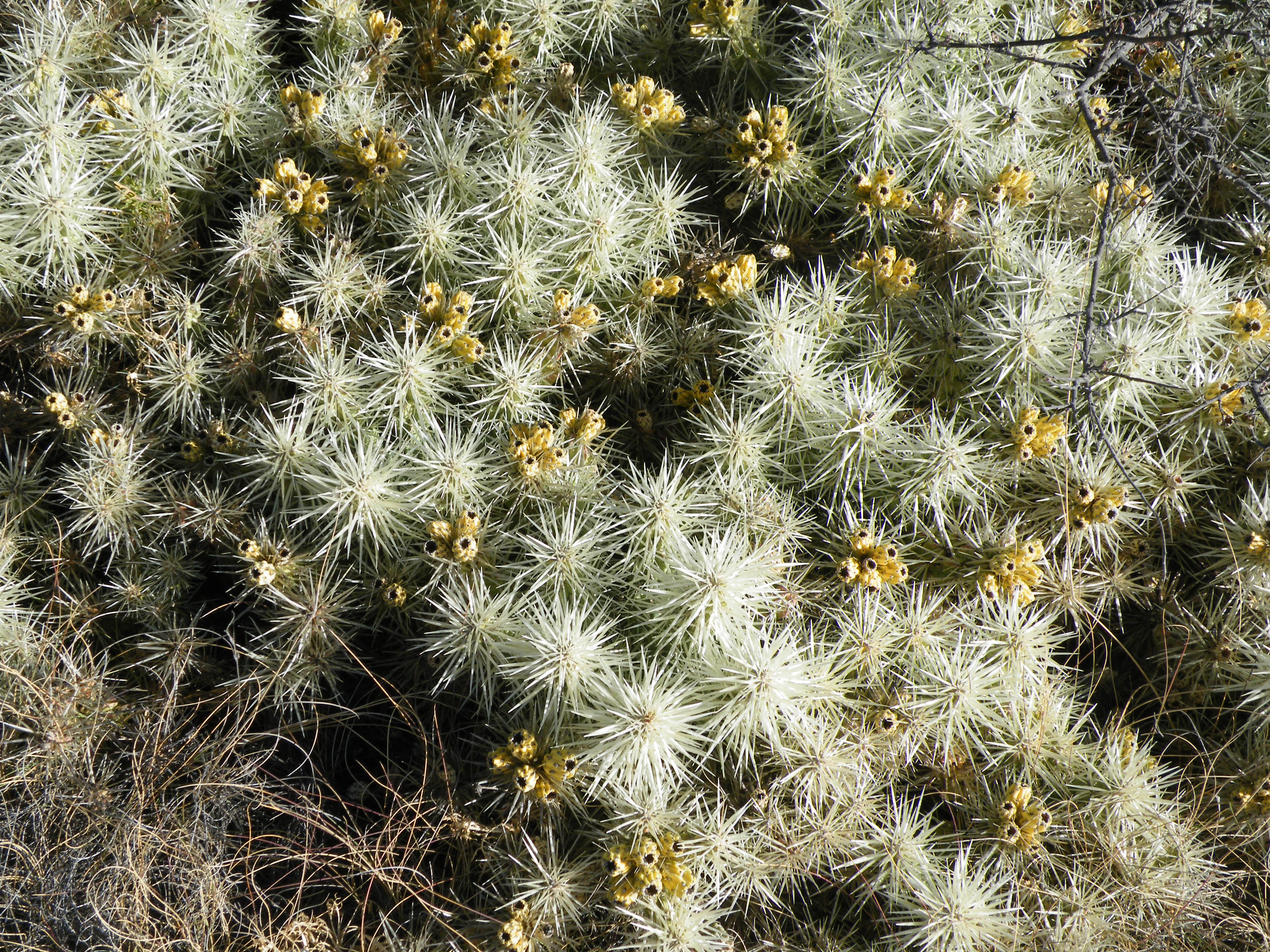
Detalle de los frutos

## Distribución y hábitat
El área de distribución nativa de esta especie abarca desde el suroeste de Texas (Estados Unidos) hasta México. Además se ha introducido en España (incluyendo las Islas Canarias), Australia y multitud de países de América del Sur, como el noroeste de Argentina, Bolivia, norte de Chile, Colombia, Cuba, Ecuador y Perú.

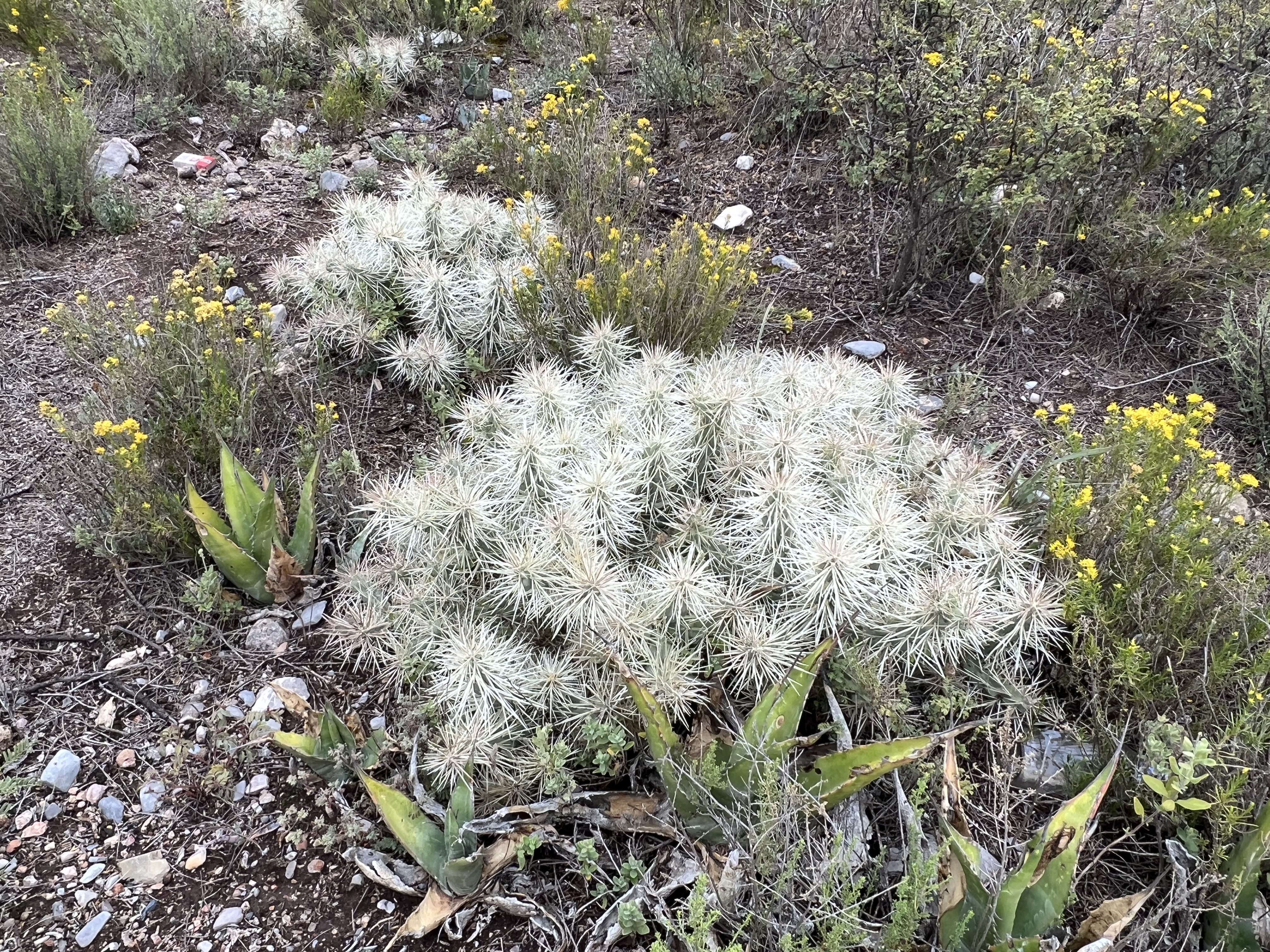
En su hábitat

Es un arbusto suculento que crece principalmente en biomas desérticos o de matorrales secos, desde los 100 hasta los 1600 metros de altitud.

### Carácter invasor en España

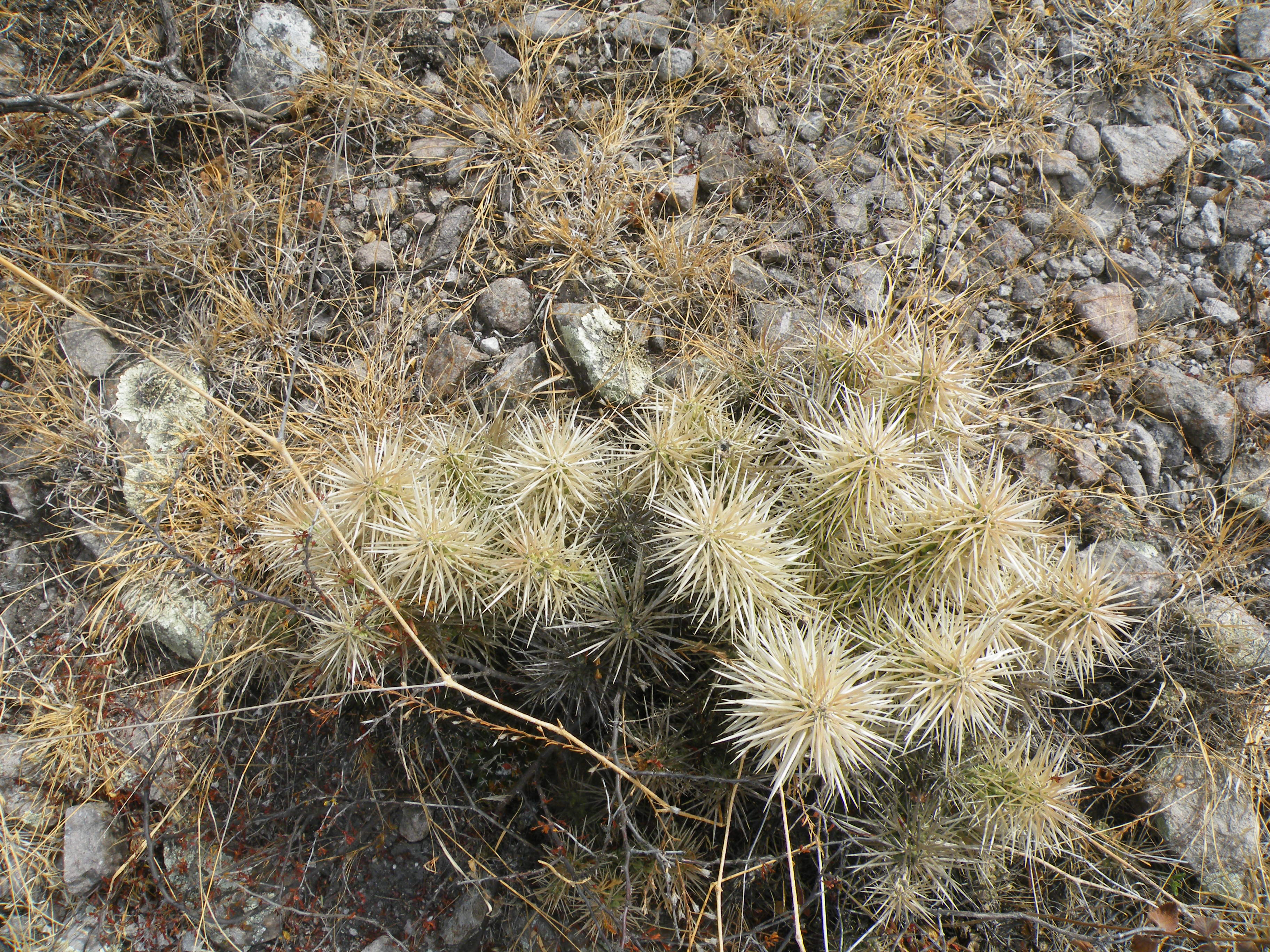
Porte de la planta

Debido a su potencial colonizador y constituir una amenaza grave para las especies autóctonas, los hábitats o los ecosistemas, todo el género Cylindropuntia ha sido incluido en el Catálogo Español de Especies Exóticas Invasoras, regulado por el Real Decreto 630/2013, de 2 de agosto, estando prohibida en España su introducción en el medio natural, posesión, transporte, tráfico y comercio.

## Taxonomía
La primera descripción de esta especie fue como Cactus tunicatus, publicada en 1827 por el botánico alemán Johann Georg Christian Lehmann en Index Seminum (HBG, Hamburgensis) 1827: 17.
Posteriormente, el botánico danés Frederik Marcus Knuth colocó la especie en el género Cylindropuntia, pasando a llamarse Cylindropuntia tunicata y anotando estos cambios en el libro Den Nye kaktusbog: 132 en el año 1930.
Etimología
- Cylindropuntia: nombre genérico formado por dos palabras: el sustantivo griego kýlindros (que significa 'cilindro') y el género Opuntia, (con el que el género tiene similitudes), haciendo referencia a la forma cilíndrica de los tallos de las plantas.
- tunicata: epíteto específico latino que significa 'recubierto', haciendo referencia a las espinas que recubren los tallos.[7]

Sinonimia
- Cactus tunicatus Lehm. (1827)
- Cylindropuntia tunicata var. aricensis F.Ritter (1980)
- Cylindropuntia tunicata var. chilensis F.Ritter (1980)
- Grusonia tunicata (Lehm.) G.D.Rowley (2006)
- Opuntia exuviata DC. (1828)
- Opuntia exuviata var. angustior DC. (1828)
- Opuntia exuviata var. spinosior DC. (1828)
- Opuntia exuviata var. viridior Salm-Dyck (1845)
- Opuntia furiosa H.L.Wendl. (1835)
- Opuntia puelchana A.Cast. (1928)
- Opuntia stapeliae DC. (1828)
- Opuntia tunicata (Lehm.) Pfeiff.  (1837)
- Opuntia tunicata var. chilensis (F.Ritter) A.E.Hoffm. (1989)
- Opuntia tunicata var. laevior Salm-Dyck (1850)
- Opuntia undulata Pfeiff. (1837)

## Estado de conservación
En la Lista Roja de Especies Amenazadas de la UICN, la especie está clasificada como de “Preocupación Menor (LC)” y no se conocen amenazas importantes para la conservación de esta especie.

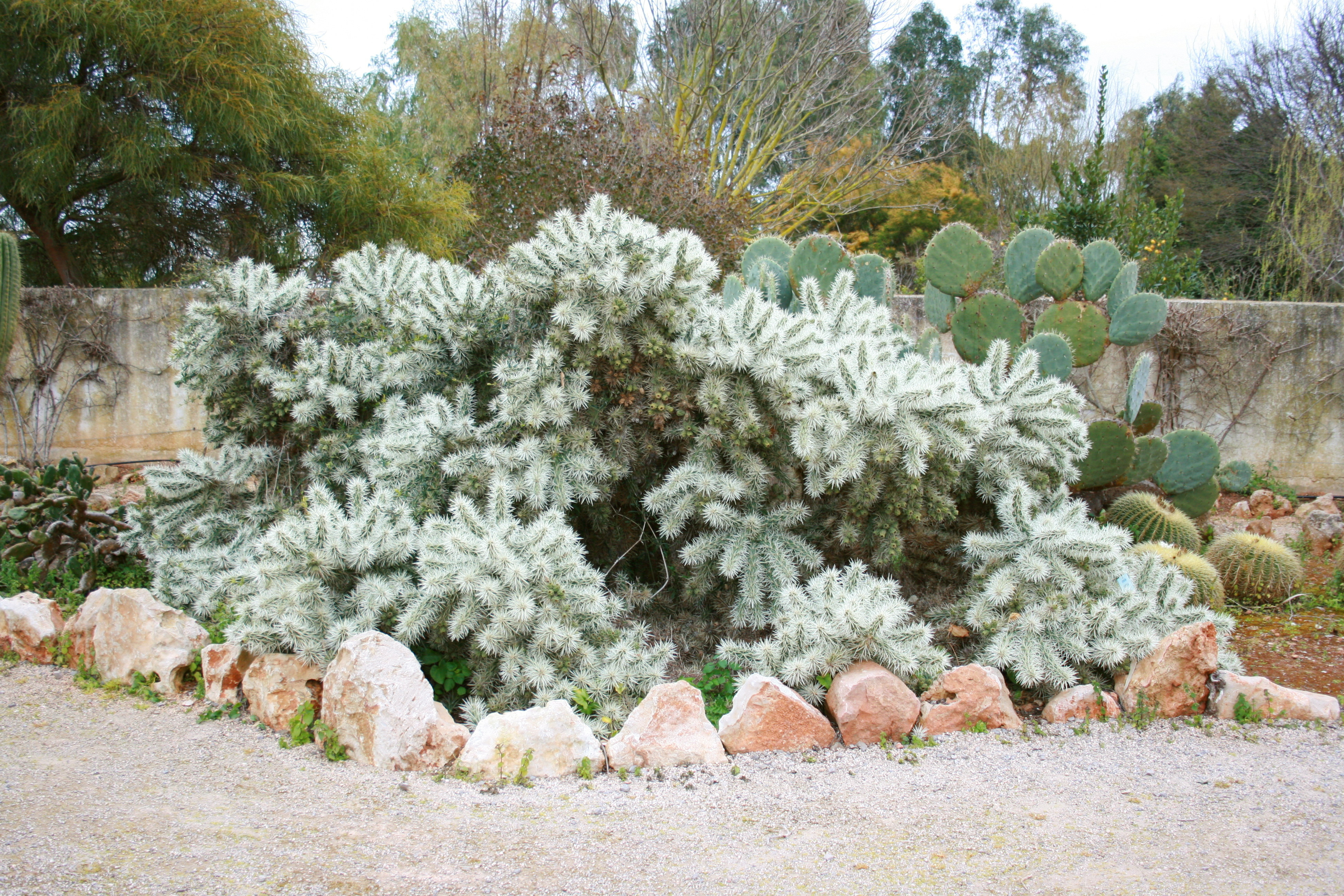
Cultivo en jardinería

## Usos
Se cultiva raramente como planta ornamental y su propagación se realiza principalmente a través de esquejes.

## Nombres comunes
Los nombres comunes de esta especie son: abrojo, cholla clavellina, chololote, clavelina, clavellina, coyonoxtle, huichacame, perro, perros, puelchana y tencholote.